# 国際連合安全保障理事会決議151
国際連合安全保障理事会決議151（こくさいれんごうあんぜんほしょうりじかいけつぎ151、英: United Nations Security Council Resolution 151, UNSCR151）は、1960年8月23日に国際連合安全保障理事会で全会一致で採択された決議である。チャド共和国の国連加盟申請を検討し、同国の加盟承認を総会に勧告した。